# Carecas do ABC
Carecas do ABC (Skinheads de la région ABC en portugais) est un groupe de skinheads brésilien basée dans la région ABC, la région métropolitaine de São Paulo. Le groupe accepte des membres afro-brésiliens. Les membres du groupe ont été accusés de plusieurs meurtres dans le centre-ville de São Paulo, s'attaquent à des skinheads rivaux et contre les militants antifascistes.